# 김치양
김치양(金致陽, 969년 ~ 1009년)은 고려의 문신, 무신, 권신, 정치가이다. 본관은 동주(同州)로 김행파의 후손이며, 목종의 모후 헌애황후 황보씨의 외척이다.

## 생애
969년(광종 20년)에 태어났다.
《고려사》에 따르면 성격이 간교하여 승려를 사칭하였다고 한다. 일찍이 승려가 되었다가 경종의 왕후였던 헌애왕후(후일 천추태후)의 거처인 천추궁(千秋宮)에 드나들며, 당시 헌애왕후와 추문이 있어 성종이 그를 처형하려 했다가 멀리 장배(杖配)하였다. 그러나 헌애왕후는 자신의 아들 목종이 즉위하면서 태후가 되자 천추태후라는 칭호를 얻게되고, 그를 다시 개경으로 소환하여 벼슬로 합문통사사라는 관직을 주었고, 이후 몇 해 안 되어 왕의 존중과 총애를 받다가 우복야 겸 삼사사로 승진했다. 태후와 왕이 총애하자 전횡하게 된다.
1003년 경에 천추태후와의 사이에서 불의의 아들을 낳고 그를 책봉하고자 대량원군 왕순(大良院君 王詢, 훗날의 현종)을 살해할 모의를 하다가 실패했으며, 다시 유일한 혈통인 목종을 해하려다가 성공치 못하였다. 그러는 와중에 개경 근처의 사찰에 자신의 부하들을 승려로 위장하여 숨긴 뒤 그들을 사찰 안에서 병력으로 키워서 거병하기도 했다.
강조의 정변으로 현종이 즉위하자 김치양은 그의 아들과 함께 처형되고, 그의 일당과 천추태후의 친척 이주정(李周禎) 등은 해도에 유배되었다. 강조는 목종과 천추태후를 충주로 내쫓아 도중에 목종을 죽였고, 이후 천추태후는 유배에서 풀려나 황주(黃州)에서 살았다.

## 가계
- 아버지 : 동주 김씨(同州 金氏)
- 어머니 : 미상
- 정부 : 헌애왕후(獻哀王后, 964~1029)
  - 아들 : 미상

## 김치양이 등장하는 작품

### TV 드라마
- 《천추태후》(KBS, 2009년, 배우:김석훈, 남유현)
- 《고려 거란 전쟁》(KBS, 2023년~2024년, 배우:공정환)